# Pandémie de Covid-19 au Paraguay
La pandémie de Covid-19 au Paraguay démarre officiellement le 6 mars 2020. À la date du 25 octobre 2022, le bilan est de 19 598 morts.

## Chronologie
Le 7 mars 2020, le ministre de la Santé Julio Mazzoleni annonce la présence d'un premier malade de la Covid-19 dans le pays.
Le système de santé paraguayen se trouve dans l'incapacité de répondre à l'afflux de malades en 2021. Les hôpitaux sont submergé et de nombreux patients, faute de nombre suffisant de lits, sont hospitalisés assis sur des chaises ou installés sur des brancards dans les couloirs. De nombreuses familles ont été contraintes de considérablement s'endetter, dans un pays où le revenu moyen est d'environ 300 dollars, afin de permettre à leurs proches de bénéficier de soins intensifs dans les très couteuses cliniques privées. Dans ce contexte, l'ancienne ministre de la Santé Esperanza Martinez reconnait « un système de santé saturé, fatigué, et beaucoup d'indignation sociale, beaucoup de colère ».
Alors que la vaccination progresse très lentement, le gouvernement dénonce des contrats « injustes et abusifs » imposés par les laboratoires privés.
Fin 2021, seuls 36 % de la population adulte est vaccinée, l'un des taux les plus faibles du continent américain.

## Statistiques

Nombre de cas (bleu) et de morts (rouge) sur échelle logarithmique.